# Nordefjorden
Nordefjorden ou Nordre Bumannsfjorden (Same du Nord : Nuorttat Dáccavuotna) est un fjord sur la côte ouest de Seiland à Hammerfest, comté de Finnmark.